# Olympische Sommerspiele 2020/Bogenschießen
Bei den Olympischen Spielen 2020 in Tokio wurden auf dem Yumenoshima Park Archery Field vom 23. bis 31. Juli 2021 insgesamt fünf Wettbewerbe im Bogenschießen abgehalten. Sowohl bei den Damen als auch bei den Herren fanden jeweils ein Einzel- und ein Mannschaftswettkampf statt. Zudem wurde zum ersten Mal bei Olympischen Spielen ein Mixed-Wettkampf ausgetragen.

## Zeitplan
| Wettbewerbe    | Juli | Juli | Juli | Juli | Juli | Juli | Juli | Juli | Juli |
| Männer         | 23.  | 24.  | 25.  | 26.  | 27.  | 28.  | 29.  | 30.  | 31.  |
| -------------- | ---- | ---- | ---- | ---- | ---- | ---- | ---- | ---- | ---- |
| Einzel         |      |      |      |      |      |      |      |      |      |
| Mannschaft     |      |      |      |      |      |      |      |      |      |
| Frauen         | 23.  | 24.  | 25.  | 26.  | 27.  | 28.  | 29.  | 30.  | 31.  |
| Einzel         |      |      |      |      |      |      |      |      |      |
| Mannschaft     |      |      |      |      |      |      |      |      |      |
| Mixed          | 23.  | 24.  | 25.  | 26.  | 27.  | 28.  | 29.  | 30.  | 31.  |
| Mannschaft     |      |      |      |      |      |      |      |      |      |
| Entscheidungen | 0    | 1    | 1    | 1    | 0    | 0    | 0    | 1    | 1    |

|  | Qualifikation |  | Medaillenentscheidung |

## Bilanz

### Medaillenspiegel
| Platz  | Land              | Gold | Silber | Bronze | Gesamt |
| ------ | ----------------- | ---- | ------ | ------ | ------ |
| 1      | Südkorea          | 4    | —      | —      | 4      |
| 2      | Türkei            | 1    | —      | —      | 1      |
| 3      | ROC               | —    | 2      | —      | 2      |
| 4      | Italien           | —    | 1      | 1      | 2      |
| 5      | Chinesisch Taipeh | —    | 1      | —      | 1      |
| 5      | Niederlande       | —    | 1      | —      | 1      |
| 7      | Japan             | —    | —      | 2      | 2      |
| 8      | Deutschland       | —    | —      | 1      | 1      |
| 8      | Mexiko            | —    | —      | 1      | 1      |
| Gesamt | Gesamt            | 5    | 5      | 5      | 15     |

### Medaillengewinner
| Disziplin         | Gold                                        | Silber                                                      | Bronze                                                  |
| ----------------- | ------------------------------------------- | ----------------------------------------------------------- | ------------------------------------------------------- |
| Männer Einzel     | Mete Gazoz (TUR)                            | Mauro Nespoli (ITA)                                         | Takaharu Furukawa (JPN)                                 |
| Männer Mannschaft | SüdkoreaKim Woo-jin Oh Jin-hyek Kim Je-deok | Chinesisch TaipehDeng Yu-cheng Tang Chih-chun Wei Chun-heng | JapanTakaharu Furukawa Yūki Kawata Hiroki Mutō          |
| Frauen Einzel     | An San (KOR)                                | Jelena Ossipowa (ROC)                                       | Lucilla Boari (ITA)                                     |
| Frauen Mannschaft | SüdkoreaAn San Jang Min-hee Kang Chae-young | ROCSwetlana Gombojewa Jelena Ossipowa Xenija Perowa         | DeutschlandMichelle Kroppen Charline Schwarz Lisa Unruh |
| Mixed Mannschaft  | SüdkoreaKim Je-deok An San                  | NiederlandeSteve Wijler Gabriela Schloesser                 | MexikoLuis Álvarez Alejandra Valencia                   |

## Ergebnisse

### Männer

#### Einzel
| Platz | Land | Athlet            |
| ----- | ---- | ----------------- |
| 1     | TUR  | Mete Gazoz        |
| 2     | ITA  | Mauro Nespoli     |
| 3     | JPN  | Takaharu Furukawa |
| 4     | TPE  | Tang Chih-chun    |
| 5     | CHN  | Li Jialun         |
| 5     | USA  | Brady Ellison     |
| 5     | KOR  | Kim Woo-jin       |
| 5     | GER  | Florian Unruh     |

Finale: 31. Juli 2021

#### Mannschaft
| Platz | Land | Athleten                                     |
| ----- | ---- | -------------------------------------------- |
| 1     | KOR  | Kim Woo-jin Oh Jin-hyek Kim Je-deok          |
| 2     | TPE  | Deng Yu-cheng Tang Chih-chun Wei Chun-heng   |
| 3     | JPN  | Takaharu Furukawa Yūki Kawata Hiroki Mutō    |
| 4     | NED  | Gijs Broeksma Steve Wijler Sjef van den Berg |
| 5     | USA  | Jack Williams Brady Ellison Jacob Wukie      |
| 5     | IND  | Atanu Das Pravin Jadhav Tarundeep Rai        |
| 5     | CHN  | Li Jialun Wang Dapeng Wei Shaoxuan           |
| 5     | GBR  | Tom Hall Patrick Huston James Woodgate       |

Finale: 26. Juli 2021

### Frauen

#### Einzel
| Platz | Land | Athletin        |
| ----- | ---- | --------------- |
| 1     | KOR  | An San          |
| 2     | ROC  | Jelena Ossipowa |
| 3     | ITA  | Lucilla Boari   |
| 4     | USA  | Mackenzie Brown |
| 5     | JPN  | Miki Nakamura   |
| 5     | BLR  | Hanna Marussawa |
| 5     | GBR  | Bryony Pitman   |
| 5     | TUR  | Yasemin Anagöz  |

Finale: 31. Juli 2021

#### Mannschaft
| Platz | Land | Athletinnen                                              |
| ----- | ---- | -------------------------------------------------------- |
| 1     | KOR  | An San Jang Min-hee Kang Chae-young                      |
| 2     | ROC  | Swetlana Gombojewa Jelena Ossipowa Xenija Perowa         |
| 3     | GER  | Michelle Kroppen Charline Schwarz Lisa Unruh             |
| 4     | BLR  | Karyna Kaslouskaja Hanna Marussawa Karyna Dsjominskaja   |
| 5     | USA  | Jennifer Mucino-Fernandez Casey Kaufhold Mackenzie Brown |
| 5     | MEX  | Alejandra Valencia Aída Román Ana Paula Vázquez          |
| 5     | JPN  | Miki Nakamura Azusa Yamauchi Ren Hayakawa                |
| 5     | ITA  | Lucilla Boari Chiara Rebagliati Tatiana Andreoli         |

Finale: 25. Juli 2021

### Mixed
| Platz | Land | Athleten                             |
| ----- | ---- | ------------------------------------ |
| 1     | KOR  | Kim Je-deok An San                   |
| 2     | NED  | Steve Wijler Gabriela Schloesser     |
| 3     | MEX  | Luis Álvarez Alejandra Valencia      |
| 4     | TUR  | Mete Gazoz Yasemin Anagöz            |
| 5     | GBR  | Patrick Huston Sarah Bettles         |
| 5     | IND  | Pravin Jadhav Deepika Kumari         |
| 5     | FRA  | Jean-Charles Valladont Lisa Barbelin |
| 5     | INA  | Riau Ega Agatha Diananda Choirunisa  |

Finale: 24. Juli 2021

## Qualifikation
| Nation                       | Männer | Männer     | Frauen | Frauen     | Mixed      | Gesamt   |
| Nation                       | Einzel | Mannschaft | Einzel | Mannschaft | Mannschaft | Athleten |
| ---------------------------- | ------ | ---------- | ------ | ---------- | ---------- | -------- |
| Ägypten                      | 1      |            | 1      |            | X          | 2        |
| Amerikanische Jungferninseln | 1      |            |        |            |            | 1        |
| Australien                   | 3      | X          | 1      |            | X          | 4        |
| Bangladesch                  | 1      |            | 1      |            | X          | 2        |
| Bhutan                       |        |            | 1      |            |            | 1        |
| Brasilien                    | 1      |            | 1      |            | X          | 2        |
| Chile                        | 1      |            |        |            |            | 1        |
| China                        | 3      | X          | 3      | X          | X          | 6        |
| Chinesisch Taipeh            | 3      | X          | 3      | X          | X          | 6        |
| Dänemark                     |        |            | 1      |            |            | 1        |
| Deutschland                  | 1      |            | 3      | X          | X          | 4        |
| Ecuador                      |        |            | 1      |            |            | 1        |
| Elfenbeinküste               |        |            | 1      |            |            | 1        |
| Fidschi                      | 1      |            |        |            |            | 1        |
| Finnland                     | 1      |            |        |            |            | 1        |
| Frankreich                   | 3      | X          | 1      |            | X          | 4        |
| Griechenland                 |        |            | 1      |            | 1          |          |
| Großbritannien               | 3      | X          | 3      | X          | X          | 6        |
| Indien                       | 3      | X          | 1      |            | X          | 4        |
| Indonesien                   | 3      | X          | 1      |            | X          | 4        |
| Iran                         | 1      |            |        |            |            | 1        |
| Israel                       | 1      |            |        |            |            | 1        |
| Italien                      | 1      |            | 3      | X          | X          | 4        |
| Japan                        | 3      | X          | 3      | X          | X          | 6        |
| Kanada                       | 1      |            | 1      |            | X          | 2        |
| Kasachstan                   | 3      | X          |        |            |            | 3        |
| Kolumbien                    | 1      |            | 1      |            | X          | 2        |
| Malawi                       | 1      |            |        |            |            | 1        |
| Malaysia                     | 1      |            |        |            |            | 1        |
| Mexiko                       | 1      |            | 3      | X          | X          | 4        |
| Moldau                       | 1      |            | 1      |            | X          | 2        |
| Mongolei                     | 1      |            | 1      |            | X          | 2        |
| Neuseeland                   |        |            | 1      |            |            | 1        |
| Niederlande                  | 3      | X          | 1      |            | X          | 4        |
| Polen                        | 1      |            | 1      |            | X          | 2        |
| ROC                          | 1      |            | 3      | X          | X          | 4        |
| Rumänien                     |        |            | 1      |            |            | 1        |
| Schweden                     |        |            | 1      |            |            | 1        |
| Slowakei                     |        |            | 1      |            |            | 1        |
| Slowenien                    | 1      |            |        |            |            | 1        |
| Spanien                      | 1      |            | 1      |            | X          | 2        |
| Südkorea                     | 3      | X          | 3      | X          | X          | 6        |
| Tschad                       | 1      |            | 1      |            | X          | 2        |
| Tschechien                   |        |            | 1      |            | 1          |          |
| Tunesien                     | 1      |            | 1      |            | X          | 2        |
| Türkei                       | 1      |            | 1      |            | X          | 2        |
| Ukraine                      | 1      |            | 3      | X          | X          | 4        |
| Ungarn                       | 1      |            |        |            |            | 1        |
| Vereinigte Staaten           | 3      | X          | 3      | X          | X          | 6        |
| Vietnam                      | 1      |            | 1      |            | X          | 2        |
| Belarus                      |        |            | 3      | X          |            | 3        |
| Gesamt: 51 NOKs              | 64     | 12         | 64     | 12         | 15         | 128      |